# Metopostigma japonicum
Metopostigma japonicum är en tvåvingeart som beskrevs av Kanmiya 1978. Metopostigma japonicum ingår i släktet Metopostigma och familjen fritflugor. Inga underarter finns listade i Catalogue of Life.